# Bárbara Lennie
Bárbara Lennie Holguín (Madrid, 20 de abril de 1984) é uma atriz espanhola. Seus filmes mais conhecidos incluem A Garota de Fogo, Obaba, Um Contratempo e as séries de televisão Isabel e El Incidente.